# Berufsbildende Schulen der Stadt Osnabrück am Schölerberg

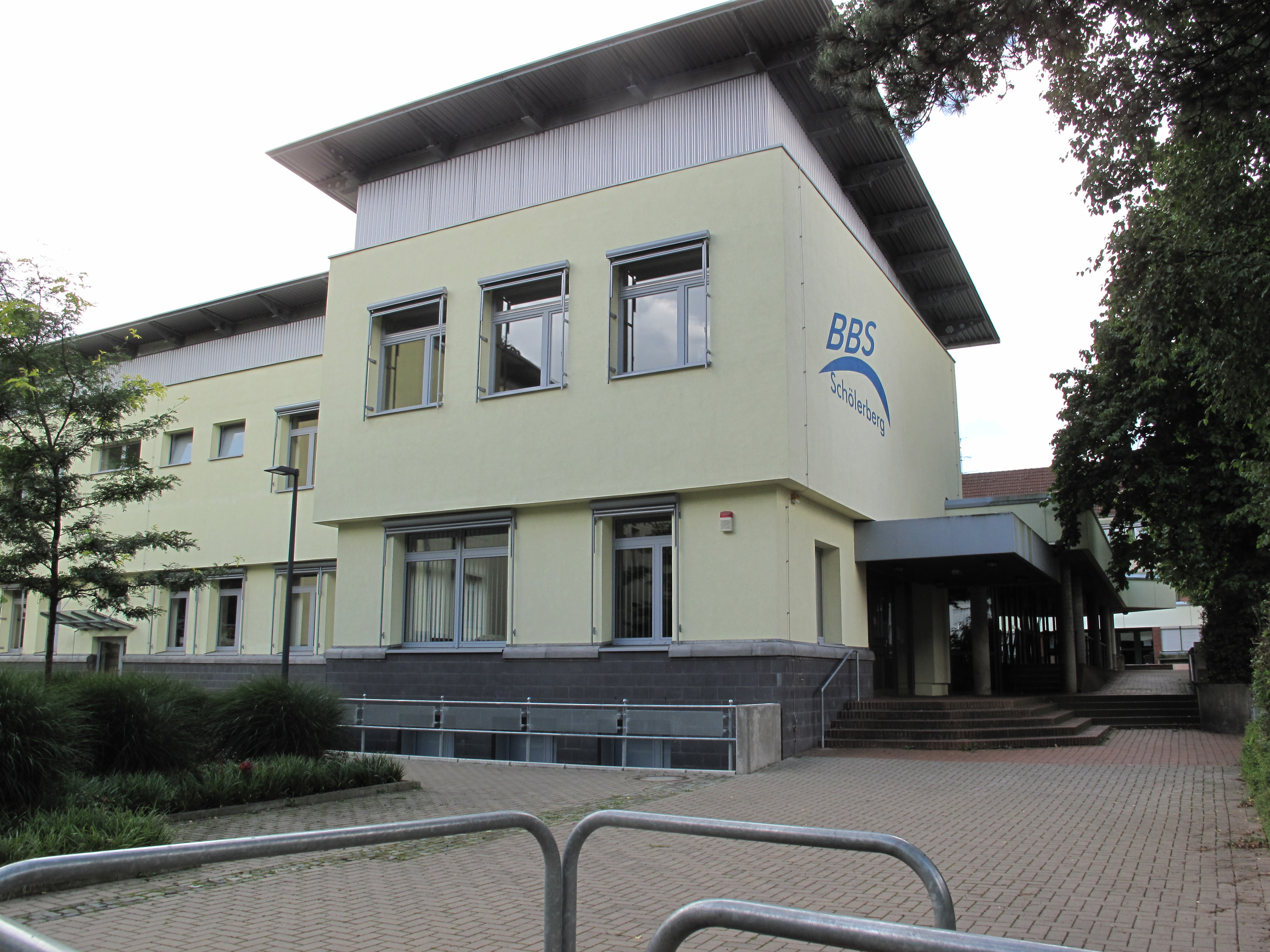
BBS am Schölerberg Haupteingang

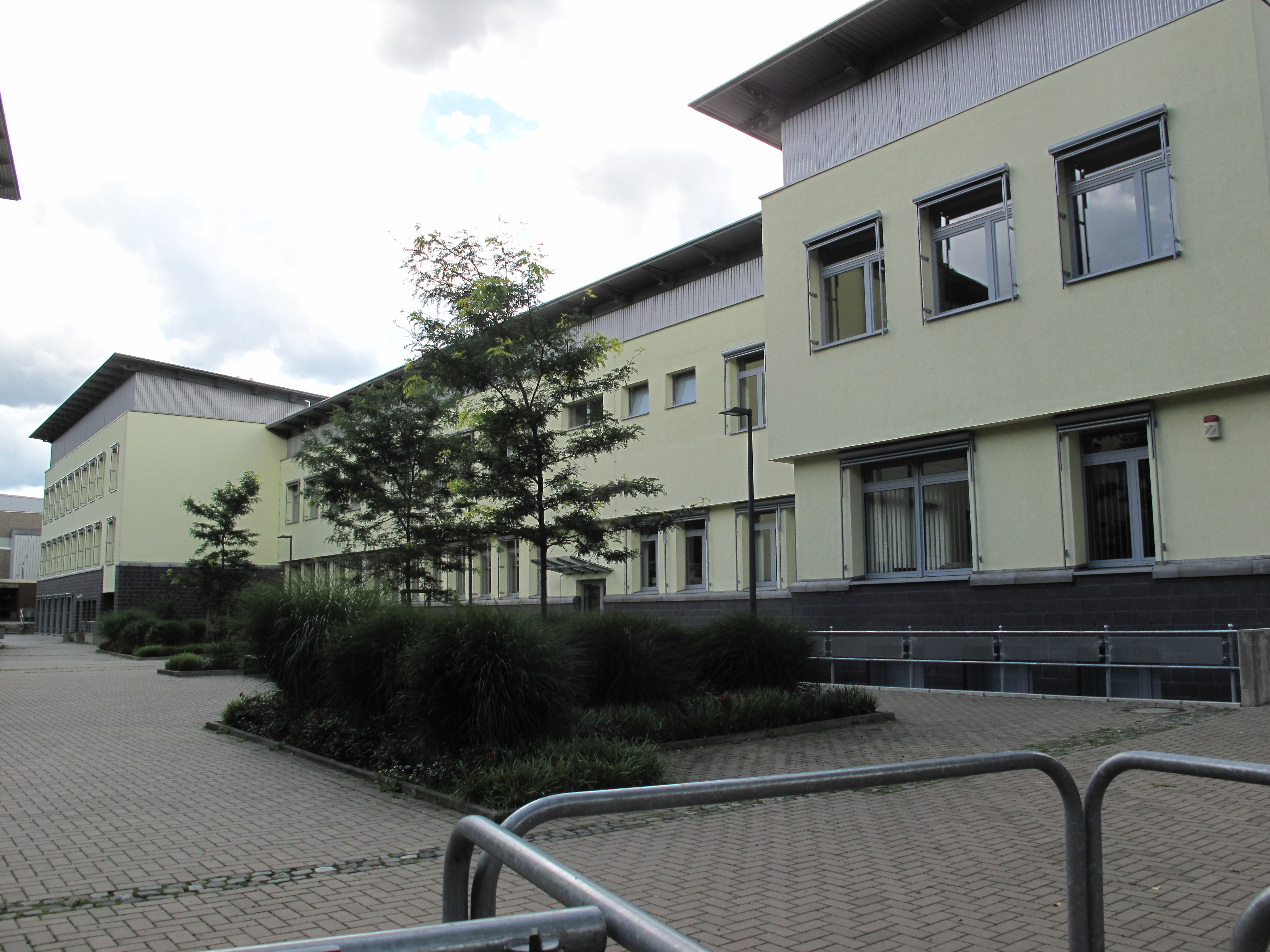
BBS am Schölerberg Innenhof

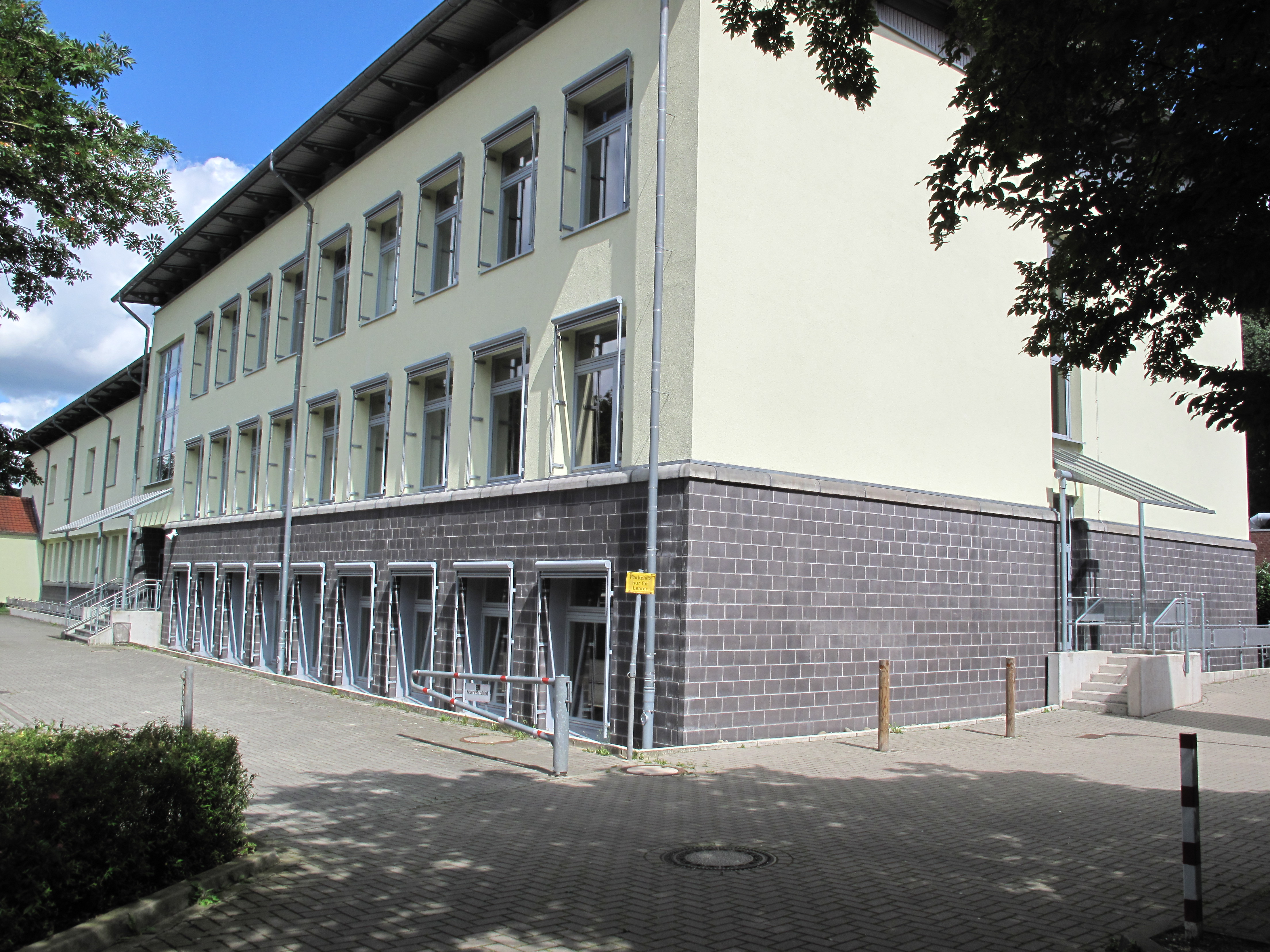
BBS am Schölerberg Rückseite

Die Berufsbildenden Schulen der Stadt Osnabrück am Schölerberg (kurz BBS am Schölerberg) sind eine berufsbildende Schule im Osnabrücker Stadtteil Schölerberg. Etwa 1700 Schüler besuchen die Schule im Vollzeit- bzw. Teilzeitunterricht (Stand 2022). Sie werden von rund 90 haupt- und nebenberuflichen Lehrkräften sowie etwa zehn Referendaren unterrichtet. Acht Mitarbeiter sind in der Verwaltung bzw. als Hausmeister tätig.

## Geschichte
Im Jahre 1927 wurde in Osnabrück die „Städtische Kaufmännische Berufsschule“ in Trägerschaft der Stadt gegründet. Im Jahre 1938 erfolgte die Umbenennung in „Städtische Handelslehranstalt“ mit den Abteilungen Kaufmännische Berufsschule, Zweijährige Handelsschule und Höhere Handelsschule. Bis Ende der 1960er Jahre war die Schule auf annähernd 5000 Schüler angewachsen und umfasste zusätzlich die Schulformen Fachoberschule – Wirtschaft – und das Gymnasium der Aufbauform – wirtschaftswissenschaftlicher Typ (vormals Wirtschaftsoberschule). Dadurch wurde 1971 eine Teilung der Schule notwendig. Daraus hervorgegangen sind die „Städtische Handelslehranstalt am Schölerberg“ und die „Städtische Handelslehranstalt am Pottgraben“, so benannt nach dem jeweiligen Schulstandort im Stadtgebiet. Die Handelslehranstalten wurden 1978 in „Berufsbildende Schulen“ umbenannt, so dass die Schule heute die Bezeichnung „Berufsbildende Schulen der Stadt Osnabrück am Schölerberg in Osnabrück“ (kurz: BBS am Schölerberg) trägt.

## Europaschule
Die BBS am Schölerberg waren eine der ersten berufsbildenden Schulen im Regierungsbezirk Weser-Ems, die im Jahre 2002 die Auszeichnung „Europaschule“ verliehen bekamen. Vor dem Hintergrund einer  20-jährigen Anbahnung, Organisation, Begleitung und Evaluation internationaler Austauschmaßnahmen wurde dieser Titel vom Kultusministerium in Hannover verliehen. Im Jahre 2015 bekam die Schule das Recht, für weitere Jahre den Titel „Europaschule in Niedersachsen“ zu tragen. Im Rahmen dieser Aktivitäten werden partnerschaftliche Kontakte zu Schulen in den Niederlanden, Polen, Island, Italien, Norwegen, Schweden und Frankreich gepflegt.

## Bildungsgänge
| Schulformen | Schülerzahl (Stand 2022) | mögliche Abschlüsse/Berechtigungen |
| --- | ------------------------ | --- |
| Berufsschule - Bankkaufleute - Immobilienkaufleute - Industriekaufleute - Medienkaufleute Digital und Print - Kaufl. für Versicherungen und Finanzen - Personaldienstleistungskaufleute - Rechtsanwalts- und Notarfachangestellte - Rechtsanwaltsfachangestellte - Sozialversicherungsfachangestellte - Steuerfachangestellte - Verwaltungsfachangestellte | ca. 1.050                | Mit dem erfolgreichen Berufsschulabschluss können, ggf. unter bestimmten Voraussetzungen (z. B. Durchschnittsnoten und Zusatzfächer), folgende Abschlüsse erworben werden: - Hauptschulabschluss (Sek. I) - Realschulabschluss (Sek. I) - Erweiterter Sekundarabschluss I - Fachhochschulreife - Berufsschulabschluss des jeweiligen Bildungsganges |
| Berufliches Gymnasium - Wirtschaft - | ca. 250                  | Allgemeine Hochschulreife (evtl. mit Doppelqualifikation), schulischer Teil der Fachhochschulreife |
| Fachoberschule Wirtschaft und Verwaltung Schwerpunkt Verwaltung und Rechtspflege | ca. 230                  | Fachhochschulreife |
| Einjährige Berufsfachschule – Wirtschaft – mit den Schwerpunkten Einzelhandel, Industriedienstleistungen und Informatik Klasse 2 der zweijährigen Berufsfachschule | ca. 170                  | Absolvierung des ersten Ausbildungsjahres mit der Möglichkeit der Anrechnung auf die jeweilige Berufsausbildung und ggf. Erweiterter Sekundarabschluss I Sekundarabschluss I (Realschulabschluss) oder erweiterter Sekundarabschluss I |
| Berufseinstiegsschule - Wirtschaft | ca. 20                   | Hauptschulabschluss |

## Schulleiter
- 1927 – 1956 Karl Lenz
- 1956 – 1968 Hugo Dankmer
- 1968 – 1969 Friedrich Rahe (kommissarisch)
- 1969 – 1994 Kurt-Helge Lansen
- 1994 – 1997 Helmut Lindthaler
- 1997 – 1999 Walter Schmitz (kommissarisch)
- 1999 – 2007 Michael Szewczyk
- 2007 – 2016 Ewald J. Herkenhoff
- 2016 – 2018 Sabine Noetzel (kommissarisch)
- seit 2018 Jochen Pabst[2]